# Ludwig Homberger
Ludwig Maximilian Homberger (* 21. Oktober 1882 in Darmstadt; † 22. November 1954 in Arlington, Vereinigte Staaten) war ein deutscher Jurist.

## Werdegang
Homberger studierte ab 1901 an den Universitäten München, Berlin, Leipzig und Würzburg. Nach dem Großen juristischen Staatsexamen 1906 und der Promotion zum Dr. jur. et rer. pol. 1908 trat er 1909 in den Dienst bei den Königlich Bayerischen Staatseisenbahnen. Mit deren Eingliederung arbeitete er ab 1920 für die Deutsche Reichsbahn. 1931 rückte er zum Direktor und Finanzvorstand der Deutschen Reichsbahn-Gesellschaft auf. Die jüdische Abstammung führte 1935 zu seiner Entlassung. Bereits ab 1933 war er nicht mehr in der Öffentlichkeit als Reichsbahn-Vorstand tätig und wurde durch seinen späteren Nachfolger Alfred Prang vertreten. Da sein Sachverstand selbst vom neuen stellvertretenden Generaldirektor und SA-Mitglied Wilhelm Kleinmann als nicht verzichtbar beurteilt wurde, wollte Reichsbahn-Generaldirektor Julius Dorpmüller zunächst nicht auf seine Mitarbeit verzichten.
Er emigrierte nach seiner Entlassung in die Vereinigten Staaten und nahm 1939 eine Lehrtätigkeit an der American University in Washington, D.C. auf. Von 1945 an war er dort Professor für Transportwesen. Gleichzeitig beteiligte er sich in Deutschland am Wiederaufbau und an der Neuordnung des Eisenbahnwesens in der amerikanischen Besatzungszone.

## Ehrungen
- 1953: Großes Verdienstkreuz der Bundesrepublik Deutschland